# تشن يينغ
تشن يينغ (بالصينية: 陈颖) (من مواليد 4 نوفمبر 1977) هي رامية من الصين.
شاركت في دورة الألعاب الآسيوية 2006 في الدوحة، قطر.

## روابط خارجية
- تشن يينغ على موقع الاتحاد الدولي (الإنجليزية)
- تشن يينغ على موقع أوليمبيديا (الإنجليزية)